# Courteney Cox
Courteney Bass Cox (Birmingham, 15 de junho de 1964), é uma atriz, produtora e diretora norte-americana. Tornou-se mais conhecida por interpretar Monica Geller na série de comédia da NBC, Friends, Gale Weathers na franquia de filmes Scream, e Jules Cobb na série de comédia da ABC/TBS, Cougar Town, pelo qual ela recebeu sua primeira indicação ao Globo de Ouro. Courteney também estrelou a série de televisão da FX, Dirt. Ela é dona da companhia de produção Coquette Productions, criada por Cox e seu então marido David Arquette. Courteney trabalhou como diretora em sua série de comédia, Cougar Town, e no filme Talhotblond.

## Biografia
Courteney é filha de Richard L. Cox e Courteney Copeland e tem três irmãos: duas irmãs chamadas Virginia e Dottie, e um irmão mais velho chamado Richard Jr. Em 1974, seus pais divorciaram-se e Richard, pai de Courteney, mudou-se para a Flórida. Ela então tornou-se uma adolescente rebelde, rebelando-se contra sua mãe, Courteney Copeland e Hunter Copeland, seu padrasto.

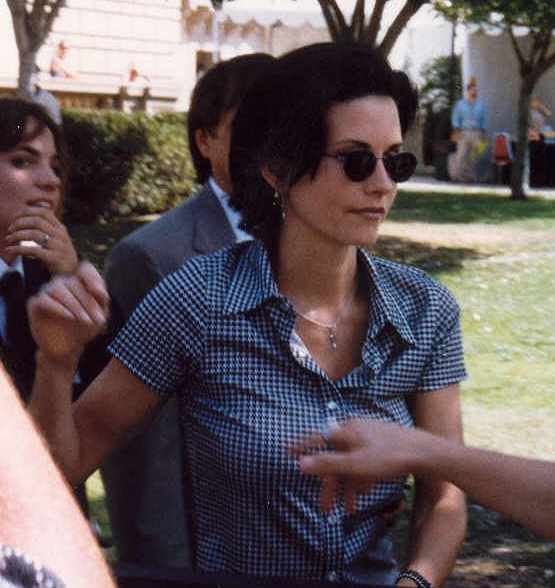
Cox em 1995.

Courteney estudou no liceu "Mountain Brook High School", onde foi líder de classe, jogadora de ténis e nadadora. Nos seus últimos anos no liceu, ela apareceu num anúncio para a loja Parisians. Depois de se formar, saiu de Alabama e foi estudar arquitetura e design de interiores no "College Mount Vernon". Após um ano, ela saiu desse colégio para seguir uma carreira de modelo em Nova Iorque, depois de ter sido contratada pela prestigiada Ford Modelling Agency. Cox apareceu em várias capas de revistas adolescentes como Tiger Beat e Little Miss. Então, começou a fazer anúncios para a Maybelline, Noxzema, Companhia Telefônica de Nova Iorque e Tampax. Aliás, num anúncio para a Tampax, Courteney tornou-se a primeira pessoa a dizer "menstruação" (period) na televisão estadunidense.
Enquanto fazia o seu curso de modelo, Courteney Cox começou a fazer um curso de teatro, já que seu sonho e a sua ambição eram tornar-se atriz. Sua primeira grande aparição para as lentes das câmeras, foi quando participou do videoclip de Bruce Springsteen, "Dancing in the Dark", tendo sido escolhida por Brian De Palma para integrar o teledisco. Em 1985, mudou-se para Los Angeles para protagonizar, ao lado de Dean Paul Martin, "Misfits of Science" (1985). O filme foi um fracasso nas bilheteiras, mas alguns anos depois, ela foi escolhida, entre milhares de candidatas, para integrar o elenco de Family Ties (1982), ao interpretar a namorada de Michael J. Fox e a psicóloga doutorada Lauren Miller.

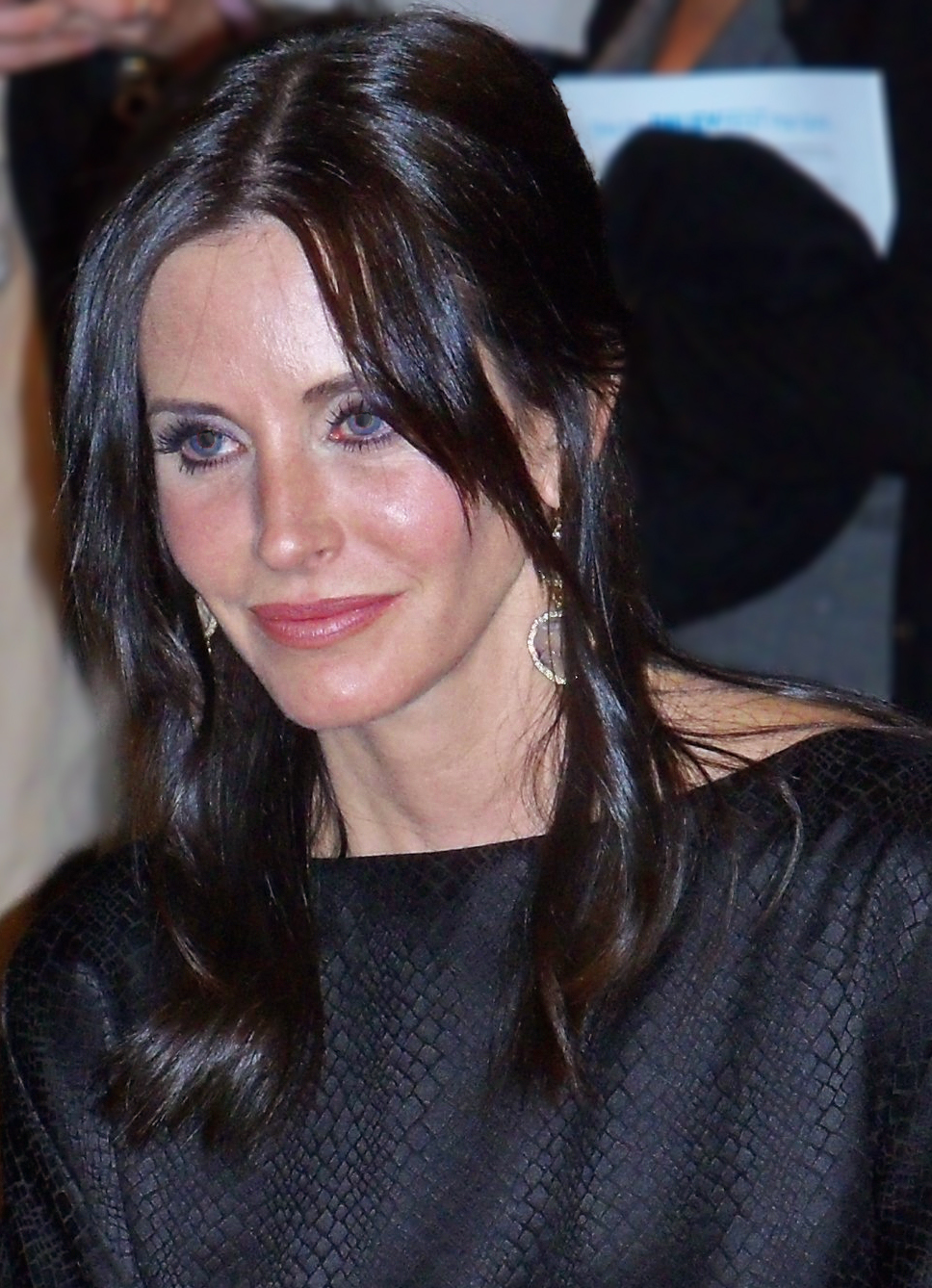
Cox em 2010.

Em 1989, Family Ties (1982) havia chegado ao fim e Courteney passou por um período fraco na sua carreira, aparecendo em filmes que não fizeram sucesso como Mr. Destiny (1990), com Michael Caine. Sua carreira deu uma volta de 180 graus, quando, em 1994 ela protagonizou, juntamente com Jim Carrey, o inesperado sucesso Ace Ventura e um tempo depois, Courteney Cox foi escolhida para integrar o elenco da série Friends (1994), onde interpretava a neurótica Monica Geller. Este papel fez com que Cox se tornasse numa estrela internacional e levou a uma nomeação para o prêmio American Comedy Award e a deixou como uma artista promessa, ganhando 750 000 dólares por episódio e nos últimos episódios da série ganhando 1 milhão. A série permaneceu no ar durante 10 anos, devido às ótimas audiências. Em 1996, participou no filme de terror de Wes Craven, Pânico, que faturou mais de 100 milhões de dólares nas bilheteiras. Courteney recebeu ótimas críticas pela sua interpretação da jornalista sensacionalista Gale Weathers. Cox interpretou esta personagem mais duas vezes nos dois filmes da trilogia que se seguiram: Pânico 2 (1997) e Pânico 3 (2000). As participações na trilogia não só lhe renderam ótimas críticas, como também fez com que conhecesse David Arquette, o seu ex-marido, com quem foi casada até 11 de outubro de 2010, quando, após onze anos juntos, anunciaram sua separação. Na trilogia, David interpretou um policial chamado Dewey, apaixonado pela jornalista Gale Weathers, interpretada por Cox. Os dois casaram-se em San Francisco, no dia 12 de junho de 1999. A cerimônia teve cerca de 200 convidados e Courteney mudou o seu nome para Courteney Cox Arquette, um dos nomes do seu marido. Exatos cinco anos e um dia depois do seu casamento, no dia 13 de junho de 2004, Courteney Cox teve a sua primeira filha, Coco Riley Arquette. Em 2006 passou a protagonizar a série Dirt, onde apareceu numa cena polêmica, dando um beijo em Jennifer Aniston, sua amiga de longa data.
Courteney interpretou Jules Cobb em "Cougar Town", uma mulher recém-separada com um filho de 17 anos. A série recebeu as participações de Jennifer Aniston e Lisa Kudrow. Em 2011, Courteney voltou a interpretar Gale Weathers em Pânico 4.
Atualmente, namora com o cantor de rock Johnny McDaid, da banda Snow Patrol.
Em 2021 e em 2022 o programa 9 Months With Courteney Cox foi indicado ao Daytime Emmy por Melhor Programa Curto em horário diurno.
A atriz estrela, desde 2021 a série de terror e comédia Shining Vale, na Starz+.

## Filmografia

### Cinema
| Ano  | Título                                     | Papel               | Notas                               |
| ---- | ------------------------------------------ | ------------------- | ----------------------------------- |
| 1987 | Down Twisted                               | Tarah               |                                     |
| 1987 | Masters of the Universe                    | Julie Winston       |                                     |
| 1988 | Cocoon: The Return                         | Sara                |                                     |
| 1990 | Blue Desert                                | Lisa Roberts        |                                     |
| 1990 | Mr. Destiny                                | Jewel Jagger        |                                     |
| 1990 | Shaking the Tree                           | Kathleen            |                                     |
| 1992 | The Opposite Sex and How to Live with Them | Carrie Davenport    |                                     |
| 1994 | Ace Ventura: Pet Detective                 | Melissa Robinson    |                                     |
| 1996 | Scream                                     | Gale Weathers       |                                     |
| 1997 | Commandments                               | Rachel Luce         |                                     |
| 1997 | Scream 2                                   | Gale Weathers       |                                     |
| 1999 | The Runner                                 | Karina              |                                     |
| 2000 | Scream 3                                   | Gale Weathers       |                                     |
| 2001 | 3000 Miles to Graceland                    | Cybil Waingrow      |                                     |
| 2001 | The Shrink Is In                           | Samantha Crumb      | Também produtora executiva          |
| 2001 | Get Well Soon                              | Lily Charles        |                                     |
| 2004 | November                                   | Sophie Jacobs       |                                     |
| 2005 | The Longest Yard                           | Lena                | Não creditada                       |
| 2006 | Barnyard                                   | Daisy (voz)         |                                     |
| 2006 | Zoom                                       | Marsha Holloway     |                                     |
| 2006 | The Tripper                                | Cynthia             |                                     |
| 2008 | Alien Love Triangle                        | Alice               | Curta-metragem                      |
| 2008 | Bedtime Stories                            | Wendy               |                                     |
| 2008 | The Butler's in Love                       | —                   | Curta-metragem, produtora executiva |
| 2011 | Scream 4                                   | Gale Weathers-Riley |                                     |
| 2012 | Got Rights?                                | Celebridade         | Curta-metragem                      |
| 2014 | Just Before I Go                           | —                   | Diretora e produtora                |
| 2016 | Mothers and Daughters                      | Beth                |                                     |
| 2020 | You Cannot Kill David Arquette             | Ela Mesma           | Documentário                        |
| 2022 | Scream                                     | Gale Weathers       |                                     |
| 2023 | Scream VI                                  | Gale Weathers       | Também produtora executiva          |

### Televisão
| Ano       | Título                                          | Papel                               | Notas                                          |
| --------- | ----------------------------------------------- | ----------------------------------- | ---------------------------------------------- |
| 1984      | As the World Turns                              | Bunny                               | Episódio: "1.5000"                             |
| 1985      | Code Name: Foxfire                              | Amy                                 | Episódio: "Pick a Hero, Any Hero"              |
| 1985-1986 | Misfits of Science                              | Gloria Dinallo                      | 16 episódios                                   |
| 1986      | The Love Boat                                   | Carol                               | Episódio: "Picture Me a Spy/Daredevil/Sleeper" |
| 1986      | Murder, She Wrote                               | Carol Bannister                     | 2 episódios                                    |
| 1987-1989 | Family Ties                                     | Lauren Miller                       | 21 episódios                                   |
| 1987      | If It's Tuesday, It Still Must Be Belgium       | Hana Wyshocki                       | Filme de TV                                    |
| 1988      | I'll Be Home for Christmas                      | Nora Bundy                          | Filme de TV                                    |
| 1989      | Roxanne: The Prize Pulitzer                     | Jacquie Kimberly                    | Filme de TV                                    |
| 1989      | Till We Meet Again                              | Marie-Frederique 'Freddy' de Lancel | 2 episódios                                    |
| 1990      | Curiosity Kills                                 | Gwen                                | Filme de TV                                    |
| 1991      | Morton & Hayes                                  | Princesa Lucy                       | Episódio: "Oafs Overboard"                     |
| 1992      | Battling for Baby                               | Katherine                           | Filme de TV                                    |
| 1992      | Dream On                                        | Alisha                              | Episódio: "Come and Knock on Our Door..."      |
| 1993      | The Trouble with Larry                          | Gabriella Easden                    | 7 episódios                                    |
| 1994      | Seinfeld                                        | Meryl                               | Episódio: "The Wife"                           |
| 1994-2004 | Friends                                         | Monica Geller                       | 234 episódios                                  |
| 1995      | Sketch Artist II: Hands That See                | Emmy                                | Filme de TV                                    |
| 1995      | The Larry Sanders Show                          | Ela mesma                           | Episódio: "Larry's Big Idea"                   |
| 1999      | Happily Ever After: Fairy Tales for Every Child | Emerald Salt Pork                   | Episódio: "The Three Little Pigs"              |
| 2007-2008 | Dirt                                            | Lucy Spiller                        | 20 episódios                                   |
| 2009      | Scrubs                                          | Dra. Maddox                         | 3 episódios                                    |
| 2009      | Web Therapy                                     | Serena DuVall                       | 3 episódios                                    |
| 2009-2015 | Cougar Town                                     | Jules Cobb                          | 102 episódios                                  |
| 2011      | Private Practice                                | Mulher                              | Episódio: "Step One"                           |
| 2012      | TalhotBlond                                     | Amanda                              | Filme de TV                                    |
| 2013      | Go On                                           | Talia Beaumaster                    | Episódio: "Matchup Problems"                   |
| 2014-2016 | Drunk History                                   | Edith Wilson                        | 2 episódios                                    |
| 2018      | Shameless                                       | Jen Wagner                          | Episódio: "Face It, You're Gorgeous"           |
| 2020      | Modern Family                                   | Ela mesma                           | Episódio: "The Prescott"                       |
| 2022      | Shining Vale                                    | Patricia 'Pat' Phelps               | 8 episódios                                    |

### Video game
| Ano  | Título   | Papel |
| ---- | -------- | ----- |
| 2006 | Barnyard | Daisy |

### Prêmios e indicações
| Prêmios     | Prêmios   | Prêmios                          | Prêmios                                                            | Prêmios                 |
| Ano         | Resultado | Premiação                        | Categoria                                                          | Título                  |
| ----------- | --------- | -------------------------------- | ------------------------------------------------------------------ | ----------------------- |
| 1995        | Venceu    | Golden Apple Awards              | Descoberta do ano                                                  |                         |
| 1996        | Venceu    | Screen Actors Guild Awards       | Melhor elenco                                                      | Friends                 |
| 1997        | Indicado  | Kids' Choice Awards              | Atriz favorita de televisão                                        | Friends                 |
| 1998        | Indicado  | Blockbuster Entertainment Awards | Atriz favorita - terror                                            | Scream 2                |
| 1998        | Indicado  | Saturn Award                     | Melhor atriz (coadjuvante/secundária)                              | Scream 2                |
| 1999        | Indicado  | Screen Actors Guild Awards       | Melhor elenco                                                      | Friends                 |
| 1999        | Indicado  | American Comedy Awards           | Atriz (coadjuvante/secundária) mais engraçada                      | Friends                 |
| 2000        | Venceu    | Teen Choice Awards               | Melhor Química                                                     | Scream 3                |
| 2000        | Venceu    | TV Guide Awards                  | Escolha do editor                                                  |                         |
| 2000        | Indicado  | Screen Actors Guild Awards       | Melhor elenco                                                      | Friends                 |
| 2000        | Indicado  | Kids' Choice Awards              | Amigos favoritos na televisão                                      | Friends                 |
| 2001        | Indicado  | Screen Actors Guild Awards       | Melhor elenco                                                      | Friends                 |
| 2001        | Indicado  | Blockbuster Entertainment Awards | Atriz favorita - terror (apenas internet)                          | Scream 3                |
| 2002        | Indicado  | Teen Choice Awards               | Escolha de atriz de televisão - comédia                            | Friends                 |
| 2002        | Indicado  | Screen Actors Guild Awards       | Melhor elenco                                                      | Friends                 |
| 2002        | Indicado  | Razzie Awards                    | Pior atriz (coadjuvante/secundária)                                | 3000 Miles to Graceland |
| 2002        | Indicado  | Razzie Awards                    | Pior casal                                                         | 3000 Miles to Graceland |
| 2003        | Indicado  | Teen Choice Awards               | Escolha de atriz de televisão - comédia                            | Friends                 |
| 2003        | Indicado  | Screen Actors Guild Awards       | Melhor elenco                                                      | Friends                 |
| 2004        | Indicado  | Screen Actors Guild Awards       | Melhor elenco                                                      | Friends                 |
| 2005        | Indicado  | Teen Choice Awards               | Escolha de hissy fit em filme                                      | The Longest Yard        |
| 2006        | Indicado  | TV Land Awards                   | Casamento mais lindo                                               | Friends                 |
| 2007        | Indicado  | TV Land Awards                   | Estreia que de tão ruim foi boa                                    | Family Ties             |
| 2010        | Venceu    | Gold Derby Awards                | Melhor atriz cômica Cougar Town                                    |                         |
| 2010        | Indicado  | Globo de Ouro                    | Melhor atriz                                                       | Cougar Town             |
| 2011        | Indicado  | Critics Choice TV Awards         | Melhor atriz em série cômica                                       | Cougar Town             |
| 2013        | Indicado  | People's Choice Awards           | Melhor atriz de TV a cabo                                          | Cougar Town             |
| 2014        | Indicado  | People's Choice Awards           | Melhor atriz de TV a cabo                                          | Cougar Town             |
| 2021 e 2022 | Indicado  | Daytime Emmy                     | Produtora executiva e apresentadora Nine Months with Courteney Cox |                         |
| 2021        | Indicado  | Emmy Awards                      | Produtora executiva Friends: The Reunion                           |                         |
| 2022        | Indicado  | The Win Awards                   | Melhor atriz Shining Vale                                          |                         |
| 2022        | Indicado  | Saturn Awards                    | Melhor atriz Shining Vale                                          |                         |